# Эль-Грульо (муниципалитет)
Эль-Грульо (исп. El Grullo) — муниципалитет в Мексике, в штате Халиско, с административным центром в одноимённом городе. Численность населения, по данным переписи 2020 года, составила 25 920 человек.

## Общие сведения
Название El Grullo дано по названию травы, растущей на болотах в этой местности.
Площадь муниципалитета равна 177,3 км², что составляет 0,2 % от общей площади штата, а наиболее высоко расположенное поселение Ла-Лаха находится на высоте 962 метра.
Эль-Грульо граничит с другими муниципалитетами штата Халиско: на севере с Унион-де-Тулой и Эхутлой, на востоке с Эль-Лимоном, на юго-востоке с Тускакуэско, и на западе с Аутлан-де-Наварро.

## Учреждение и состав
Муниципалитет был образован 14 декабря 1912 года, по данным 2020 года в его состав входит 41 населённый пункт, самые крупные из которых:
| Код INEGI                  | Населённый пункт                                                                      | Численность населения (2005 год) | Численность населения (2010 год) | Численность населения (2020 год) |
| -------------------------- | ------------------------------------------------------------------------------------- | -------------------------------- | -------------------------------- | -------------------------------- |
| 037                        | Всего                                                                                 | 21825                            | 23845                            | 25920                            |
| 0001                       | Эль-Грульо (исп. El Grullo) 19°48′27″ с. ш. 104°12′56″ з. д. (административный центр) | 19364                            | 20924                            | 22738                            |
| 0007                       | Аюкила (исп. Ayuquila) 19°50′26″ с. ш. 104°16′19″ з. д.                               | 1290                             | 862                              | 910                              |
| 0009                       | Эль-Какалоте (исп. El Cacalote) 19°50′35″ с. ш. 104°16′50″ з. д.                      | н/д                              | 603                              | 662                              |
| 0020                       | Ла-Лаха (исп. La Laja) 19°51′18″ с. ш. 104°17′12″ з. д.                               | 416                              | 454                              | 582                              |
| 0025                       | Лас-Пилас (исп. Las Pilas) 19°51′17″ с. ш. 104°14′29″ з. д.                           | 188                              | 387                              | 331                              |
| 0002                       | Эль-Агуакате (исп. El Aguacate) 19°42′58″ с. ш. 104°08′51″ з. д.                      | 214                              | 242                              | 221                              |
| 0026                       | Ла-Пуэрта-дель-Баррио (исп. La Puerta del Barro) 19°50′55″ с. ш. 104°14′03″ з. д.     | 96                               | 130                              | 137                              |
| —                          | Прочие                                                                                | 257                              | 243                              | 339                              |
| Названия на карте Генштаба |                                                                                       |                                  |                                  |                                  |

## Природные ресурсы
Муниципалитет располагает следующими ресурсами:
- 2000 гектар леса, преимущественно состоящие таких видов деревьев как: дуб, сосна, орех грецкий и гуанакасте;
- минеральные — месторождения меди и марганца.

## Экономическая деятельность
По статистическим данным 2000 года, работоспособное население занято по секторам экономики в следующих пропорциях:
- сельское хозяйство, животноводство и рыбная ловля — 24,1 %;
- промышленность и строительство — 22,3 %;
- торговля, сферы услуг и туризма — 52,2 %;
- безработные — 1,4 %.

## Инфраструктура
По статистическим данным 2020 года, инфраструктура развита следующим образом:
- электрификация: 99,7 %;
- водоснабжение: 93,2 %;
- водоотведение: 99,7 %.